# Escada
Die Escada SE ist ein ehemals börsennotiertes Luxusmodeunternehmen mit Sitz in Aschheim bei München, das Prêt-à-porter-Damenoberbekleidung im Luxussegment sowie Accessoires (Taschen, Schuhe, Kleinlederwaren) herstellt und verkauft. In Lizenz werden auch Düfte, Brillen sowie Uhren und Schmuck unter dem Namen Escada vertrieben. Das 1976 von Margaretha Ley (1933–1992) und ihrem Ehemann Wolfgang gegründete Unternehmen, dessen erste vollständige Modekollektion für Damen 1978 präsentiert wurde, galt in den 1980er-Jahren als „zweitgrößter europäischer Modehersteller“ und Anfang der 1990er-Jahre „als das größte Damenmodeunternehmen der Welt“. Seit Ende Oktober 2019 ist der kalifornische Finanzinvestor Regent Eigentümer der Modemarke.

## Geschichte

### Gründung und Erfolgsjahre
Escada wurde 1976 von dem schwedischen Model Margaretha Ley, einer am Königlichen Hof in Stockholm ausgebildeten Schneiderin, und ihrem Ehemann seit 1974, dem deutschen Unternehmer Wolfgang Ley, in München gegründet.
Der Markenname Escada geht auf den Namen eines irischen Rennpferds zurück. Offiziell firmierte das Unternehmen zunächst als S.R.B. Verwaltungsgesellschaft mbH; Margaretha Leys erstem Ehemann mit Nachnamen Srb hatte in München die Strickwarenfabrik Srb GmbH gehört, die Margaretha Ley nach dessen Tod weiterführte. Ende 1976 wurde die Firma in S.R.B. GmbH Escada – Sportliche Eleganz umbenannt.
1978 präsentierte Escada die erste vollständige Modekollektion für Damen. Während Margaretha Ley sich als Chefdesignerin um die kreativen Arbeiten kümmerte, übernahm Wolfgang Ley den finanziellen Teil und den Verkauf. Die Marke Escada machte sich mit Margaretha Leys farbenfrohen Entwürfen aus hochwertigen Stoffen in den 1980er-Jahren im Bereich der gehobenen Abend- und Businessmode für Damen rasch einen Namen. Goldknöpfe und leuchtende Farbkombinationen wurden zum Synonym für Escada-Mode.
1980 lancierten die Leys nach den ersten sehr erfolgreichen Jahren mit der hochpreisigen Hauptlinie Escada die Damenzweitlinie Laurèl im oberen Mittelpreissegment, für die ab Ende der 1980er-Jahre eigene Ladengeschäfte eröffnet wurden. Mit einer weiteren Linie namens Crisca, für die es auch eigene Ladengeschäfte gab, wurden später weitere Kundinnen angesprochen. Noch 1982 wurde der US-amerikanische Markt mit eigenen Escada-Filialen erschlossen. Zwei Jahre später, 1984, wurde das Unternehmen in eine Aktiengesellschaft umgewandelt und ging 1986 als Escada AG mit einem Aktienkurs von 560 Deutsche Mark an die Börse, wobei die Leys 76 Prozent der Unternehmensanteile behielten. In den Folgejahren verbuchte Escada rasante Zuwächse. 1990 brachte die unternehmenseigene Escada Beauté Gruppe das erste Escada-Parfüm namens Escada auf den Markt. Ein Herrenduft, Escada Homme, folgte 1993. Ab 1993 startete Escada zudem die Tradition, jährlich einen limitierten Sommerduft anzubieten, der nach der jeweiligen Saison nicht mehr produziert wird. Das internationale Boutiquennetz war bis Anfang der 1990er-Jahre umfangreich ausgeweitet worden und umfasste unter anderem Ladengeschäfte in den wichtigsten europäischen Metropolen, in New York und in Japan. Ab Ende der 1980er-Jahre wurden Supermodels wie Linda Evangelista, Claudia Schiffer, Cindy Crawford, Tatjana Patitz oder Christy Turlington durch groß angelegte Werbekampagnen oder Laufstegauftritte bei Modenschauen mit Escada assoziiert. Zu den prominenten Escada-Kundinnen gehörten in den Folgejahren unter anderem Stars wie Prinzessin Diana, Kim Basinger oder Demi Moore. Das Unternehmen war mit eleganter Damenmode im oberen Preissegment erfolgreich und galt in den 1980er-Jahren – nach der Steilmann-Gruppe und vor Hugo Boss – als „zweitgrößter europäischer Modehersteller“ und Anfang der 1990er-Jahre „als das größte Damenmodeunternehmen der Welt“.

### Expansion und Krisenzeiten

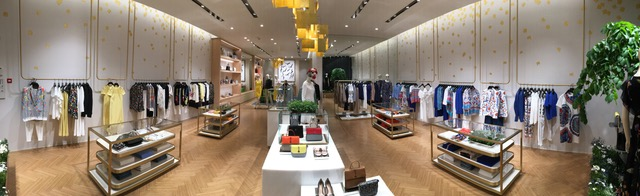
Panoramaaufnahme des Innenbereichs eines Escada-Geschäfts

Margaretha Ley, die als Seele des Geschäfts galt, verstarb 1992 an Krebs. Nach dem Tod seiner Frau führte Wolfgang Ley das Unternehmen alleine weiter. Von den Banken dazu gedrängt, übernahm Ley ab 1987 andere Modeunternehmen wie Kemper (mit Cerruti-Lizenz, ab 1988), Schneberger (ab 1987), Blusen-Neumann (ab 1991 bis 1999) oder auch die kalifornische Edel-Modemarke St.John für 50 Millionen Dollar (ab 1990, 1993 wieder verkauft). 1991 lag der Umsatz bei 1,4 Milliarden Deutsche Mark. In dieser Zeit gab es weltweit an die 200 Escada-Geschäfte.
Ab 1992 geriet Escada, auch aufgrund internationaler Rezessionswellen und Wechselkursschwankungen, in eine schwere Krise und vermeldete für das Geschäftsjahr 1992 Verluste in Höhe von 120 Millionen Deutsche Mark. Das Unternehmen war unter Wolfgang Leys Führung zu rasant gewachsen; die luxuriösen Escada-Boutiquen in den internationalen Großstädten belasteten die Bilanzen. 1993 kamen in der Presse Gerüchte über eine Insolvenz auf. Die Laurèl-Geschäfte wurden geschlossen, die Marke Crisca wurde aufgelöst.
Das ohnehin umfangreiche Escada-Sortiment war inzwischen um Accessoires, Handtaschen, Schuhe und Schmuck erweitert worden. Ab Anfang der 1990er- bis Anfang der 2000er-Jahre wurde mit den verschiedenen Escada-Modelinien des Konzerns das Konzept des „House of Escada“ – so wurden auch die internationalen Escada-Flagshipstores genannt – verfolgt. Als Chefdesigner wurde 1994 der US-Amerikaner Brian Rennie (* 1963) eingesetzt. Unter Rennie wurde die sportliche und etwas preisgünstigere Zweitlinie Escada Sport etabliert, die bis heute besteht. Mitte der 1990er-Jahre schien die Krise überwunden. Peter Zühlsdorff, Vorstandsvorsitzender von Wella bis 1995, wurde 1998 Aufsichtsrat bei Escada; er sollte Wolfgang Ley unterstützen und den Übergang in die Ära nach Ley gestalten. Ebenso 1998 akquirierte Escada Beauté den französischen Parfümhersteller Parfums Grès (2001 verkauft). 1999 wurde die Schneberger GmbH in Primera AG umbenannt und in ihr das Tochterunternehmen Blusen-Neumann sowie die Marken Apriori, Cavita und weitere gebündelt. Ende der 1990er-Jahre beschäftigte der Escada-Konzern etwa 4.400 Mitarbeiter. Rennie erhielt 2000 zusammen mit Wolfgang Ley den Burda-Bambi in der Kategorie Mode.
Ab 2001 leitete Escada eine strategische Neuausrichtung mit Konzentration auf die Kernmarken ein. 2002 wurde im Zuge einer erneuten weltweiten Wirtschaftsflaute ab Anfang der 2000er-Jahre, die Parfümsparte Escada Beauté an Wella verkauft und das Parfümgeschäft infolge über Lizenzen fortgeführt. Im gleichen Jahr wurden auf Druck internationaler Investoren Escada-Vorzugsaktien in Stammaktien umgewandelt. Wolfgang Ley hielt zu der Zeit über 50 Prozent der Anteile an Escada. 2003 erwarb die US-amerikanische Beteiligungsgesellschaft HMD Investment Partners LP für 45 Millionen Euro Anteile in Höhe von 27,0 Prozent an Escada. Wolfgang Leys Anteile an Escada sanken damit auf etwa 10 Prozent. 2004 verkaufte Escada die Beteiligungen an Kemper und der damit verbundenen Modemarke Louis Féraud (Insolvenz 2004). Die inzwischen eigenständige Laurèl GmbH wurde 2004 in die Primera-Gruppe innerhalb des Escada-Konzerns überführt. Ebenso 2004 wurde unter dem Namen Escada Kids in Lizenz vergebene Kindermode für Mädchen auf den Markt gebracht (2009 zur Saison 2010 eingestellt). Im Geschäftsjahr 2004 erreichte Escada wieder die Gewinnzone. 2005 gab das Unternehmen wegen Kapitalbedarfs allerdings eine Anleihe mit einem Volumen von 200 Millionen Euro aus. Spätestens ab Anfang der 2000er-Jahre hatte Escada zumindest in Deutschland das Image einer etwas altbackenen Modemarke für Damen im fortgeschrittenen Alter, was den Umsätzen schwer schadete. Der Exportanteil lag in dieser Zeit bei 90 Prozent.

### Escada ohne die Gründer

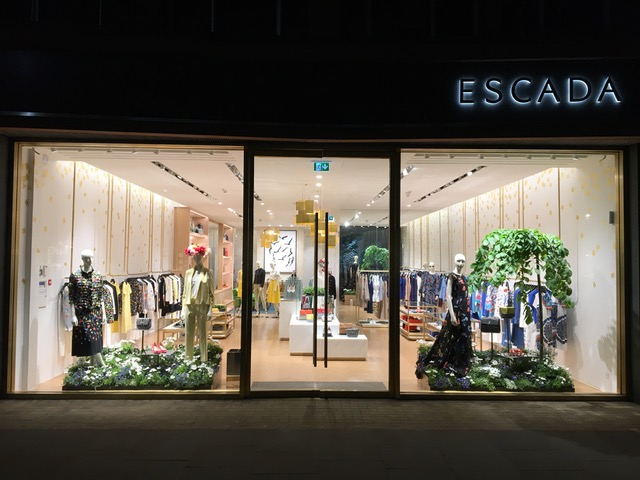
Außenansicht eines Escada-Geschäfts

Das Management der HMD sowie Zühlsdorff überzeugten den Mitbegründer Wolfgang Ley schließlich, dem Unternehmen nur noch als Creative Chairman und Berater zur Verfügung zu stehen und drängten ihn aus dem operativen Geschäft. Ley trat am 31. Januar 2006 als Vorstandsvorsitzender zurück und übergab das Amt an Frank Rheinboldt (* 1967), der als eine der ersten Maßnahmen die Dividende strich. Im Mai darauf verließ Rheinboldt das Unternehmen unter anderem aufgrund eines Konflikts mit dem neuen Hauptaktionär Rustam Aksenenko aus Russland, dessen Unternehmen Finartis seit Anfang 2006 etwa 25 Prozent der Aktienanteile besaß. Sein Nachfolger wurde auf Drängen Aksenenkos der Franzose Jean-Marc Loubier, der vorher bei LVMH (Moët Hennessy – Louis Vuitton) gearbeitet hatte. Aksenenko versuchte, bei Escada eine rasche Wende durchzusetzen. Im Folgejahr kam es in den Escada-Führungsgremien zu pressewirksamen Streitigkeiten um Aksenenko, der eigenmächtig eine Analyse der Escada durch die Unternehmensberatung Bain & Co. in Auftrag gegeben hatte, die anschließend öffentlich gemacht wurde.
Im Oktober 2006 wurde Brian Rennie nach Unstimmigkeiten, die später auch vor Gericht verhandelt wurden, von Escada entlassen. Rennies Nachfolger wurde der Italiener Damiano Biella (* 1971), ehemaliger Designer bei Gucci, Carolina Herrera und Valentino. Seine Kollektionen wurden zwar von der Fachwelt gelobt, waren aber kommerziell nicht besonders erfolgreich. Im Jahr 2007 erschien eine von dem Künstler Stefan Szczesny mitgestaltete Escada-Kollektion. Biella wurde 2009 der Posten des Kreativdirektor genommen und er arbeitete bis 2011 nur noch beratend. Das Chefdesign der Kollektionen übernahmen langjährige Escada-Mitarbeiterinnen.
2008 übernahmen die Tchibo-Erben Michael und Wolfgang Herz rund zehn Prozent der Anteile von Escada und ersetzten den Vorstandsvorsitzenden Jean-Marc Loubier durch Bruno Sälzer, einem Vertrauten von Michael Herz, der sechs Jahre Vorstandsvorsitzender von Hugo Boss gewesen war. Die Herz-Brüder erhöhten ihren Anteil in der Folge auf um die 25 Prozent. Sälzer sollte die Kollektionen verjüngen und eine jüngere Kundschaft an Escada binden sowie den internationalen Markenauftritt von Escada in den unterschiedlichen Absatzmärkten koordinieren.

### Krise und Insolvenzverfahren 2009

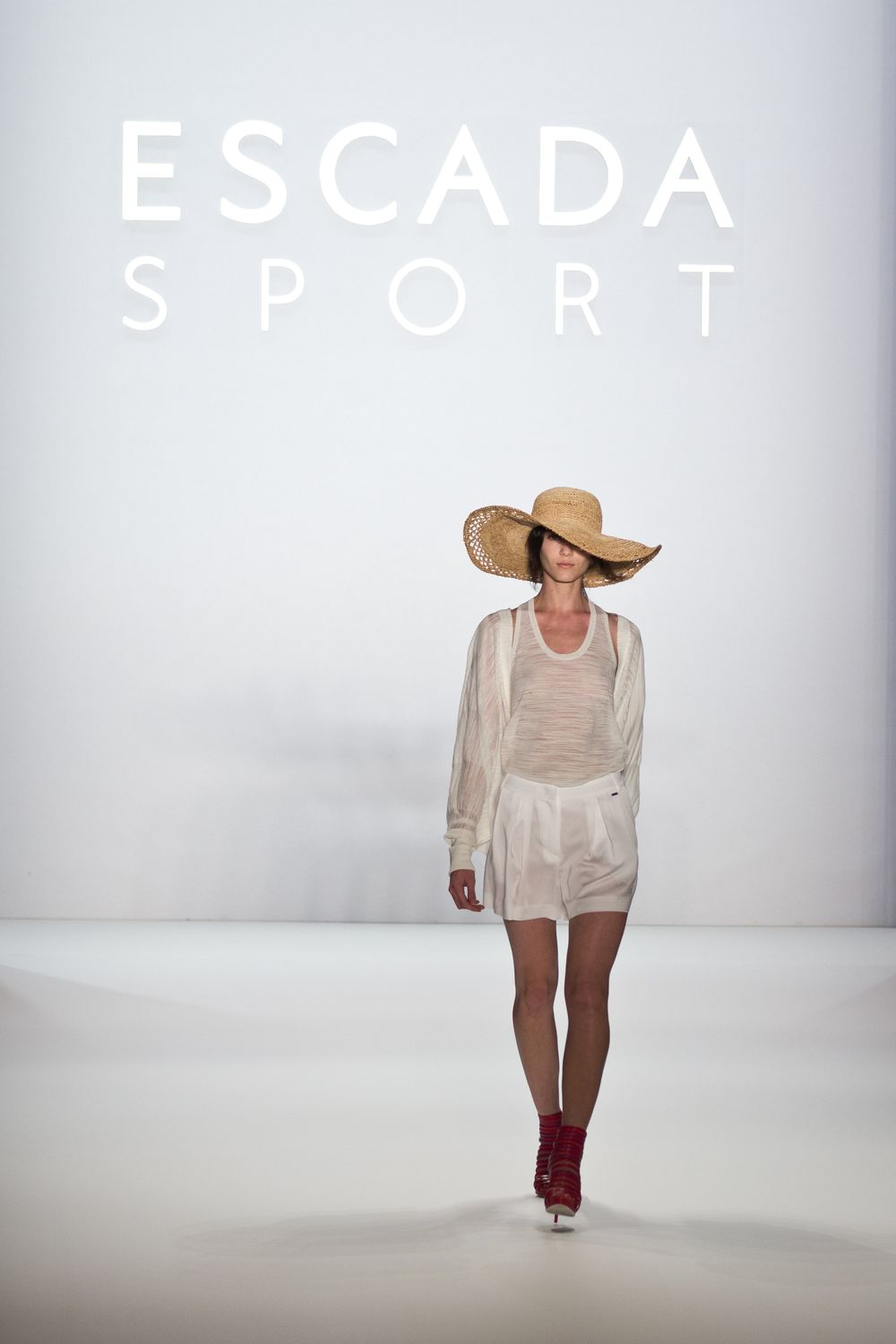
Escada-Sport-Modenschau auf der Berlin Fashion Week (2012)

Am 17. März 2009 gab Escada-Finanzvorstand Markus Schürholz bekannt, dass das Unternehmen im abgelaufenen Geschäftsjahr einen Verlust von 70,3 Millionen Euro angehäuft habe. Es bestünde ein Finanzierungsbedarf von damals 30 Millionen Euro, der durch eine Kapitalerhöhung aufgebracht werden sollte. Im Juli 2009 wurde der Verlust mit 91,7 Millionen Euro beziffert. Die Folgen der internationalen Finanzkrise ab 2007 und die damit verbundenen Absatzeinbrüche auf dem US-amerikanischen und asiatischen Markt waren nicht an Escada vorbeigegangen.
Im Mai 2009 verkaufte Escada die Tochtergesellschaft Primera (mit den Marken Apriori, Biba, Cavita und Laurèl) an die Münchner Beteiligungsgesellschaft Mutares AG. Allerdings stimmte im Oktober 2009 der Insolvenzverwalter von Escada diesem Verkauf nicht zu und löste den Kaufvertrag auf. Daraufhin übernahm die Münchner Beteiligungsgesellschaft Endurance Capital, die „einen besseren Preis und ein besseres Konzept“ geboten hatte, das Unternehmen Primera mit den Marken Apriori, Cavita und Laurèl (Insolvenz 2016). Diese zwangsweisen Verkäufe erbrachten nicht die erhofften Erlöse.
Am 11. August 2009 meldete Escada Insolvenz an. Die Gläubiger sollten 120 Millionen Euro zur Sanierung beitragen, ohne an der Gesellschaft beteiligt zu werden. Rund die Hälfte der Gläubiger, besonders Pensionsfonds und Kleinanleger, lehnten dies ab. Die geplante Kapitalerhöhung von rund 30 Millionen Euro wurde daraufhin von den Eigentümern bzw. Aktionären verweigert. Somit wurde die vorläufige Insolvenzverwaltung über Escada angeordnet; das Insolvenzverfahren wurde im November 2009 eröffnet. Infolge stießen zahlreiche Großaktionäre (u. a. die Herz-Brüder, Aksenenko, Sälzer und Aufsichtsratsmitglied Claus Mingers) Teile ihrer oder alle Escada-Aktien unter hohen Verlusten ab. Am 5. November 2009 wurde Escada nach Prüfung von Angeboten mehrerer Investoren – darunter der Sohn der Firmengründer, Sven Ley – an Megha Mittal, Schwiegertochter des indischen Stahlmagnaten Lakshmi Mittal, verkauft. In der Presse war von einem Kaufpreis von 60 Millionen Euro die Rede. Die Börsennotiz von Escada wurde im Zuge der Insolvenz aufgehoben. Kurz vor der Insolvenz beschäftigte Escada weltweit 2300 Mitarbeiter, davon rund 500 am Stammsitz in Aschheim bei München. Im November 2009 kaufte eine Investmentgesellschaft von Megha Mittal, Schwiegertochter von Lakshmi Mittal, das Unternehmen.

### Neuausrichtung ab 2010
Ab 2009 war Escada vornehmlich mit der Marke Escada Sport bei der Modemesse Premium in Berlin und ab 2011 für einige Saisons mit Laufstegschauen bei der Berlin Fashion Week präsent. Ende 2012 wurde der Escada-Designer seit 2003, Daniel Wingate, zum Kreativdirektor ernannt. Im Frühjahr stellte das Unternehmen auf seiner Webseite erstmals einen Onlineshop ins Netz.
Der Jahresumsatz von Escada betrug 2011 rund 300 Millionen Euro; die Gewinnschwelle wurde knapp verfehlt, für 2012 wurde ein positives Betriebsergebnis erwartet. Seit der Übernahme durch Megha Mittal veröffentlicht das Unternehmen keine Zahlen mehr. In der Presse wurde für 2012 ein Nettoverlust von fast 30 Millionen Euro thematisiert. Der deutsche Markt trug 2014 etwa 10 Prozent zum Gesamtumsatz bei.
Ende 2012 betrieb Escada – neben den über 90 eigenen sowie in Franchise-Form geführten weltweiten Escada-Boutiquen, darunter 13 in den Vereinigten Staaten – in Deutschland 19 eigene Ladengeschäfte, wovon sieben offizielle Outlet-Geschäfte in Factory-Outlet-Center waren. Weltweit war Escada zum Stand 2012 an 1.100 Verkaufsstellen in 80 Ländern zu kaufen. Die Konzentration von Escada liegt auf den Märkten Vereinigte Staaten, Deutschland, Spanien, Russland, Japan und vor allem China. Der Marketing-Club München zeichnete das Unternehmen Escada Ende 2012 mit dem Marketingpreis für herausragendes Vermarktungsmanagement unter Sälzers Führung nach der Insolvenz aus.
Sälzers Escada-Vertrag lief Ende 2014 aus. Im Januar 2015 wurde der US-Amerikaner Glenn McMahon, ein ehemaliger Manager bei Dolce & Gabbana und Tamara Mellon, zum Chef (CEO) von Escada in München berufen. Am 10. Juli 2015 gab Escada bekannt, das McMahon bereits Ende Juli 2015 das Unternehmen aus persönlichen Gründen verlassen werde. Zum 1. September 2016 wurde im April 2016 die Deutsche und ehemalige PVH-Managerin (Calvin Klein) Iris Epple-Righi ernannt. Im März 2016 wurde bekannt, dass Megha Mittal weiteres Kapital in die Firma investieren werde. Escada unterhielt im März 2016 weltweit 180 eigene Geschäfte, davon 16 in Deutschland. Mitte 2017 verpflichtete Escada den Briten und ehemaligen Modedesigner bei Hunter Boots und Burberry, Niall Sloan, als Kreativchef. 2017 machte der deutsche Markt 10 Prozent des Escada-Umsatzes aus. Anfang 2019 verpflichtete Escada Rita Ora als Testimonial. Im Herbst 2019 wurde eine in rot gehaltene Modekollektion von Ora für Escada lanciert. Im September 2019 wurde die Britin Emma Cook als neue Escada-Kreativchefin bestätigt.

### Neue Eigentümer ab 2019
Im September 2019 wurde bekannt, dass Megha Mittal nach stetigen Verlusten (2016: 7,8 Millionen Euro; 2017: 16,5 Millionen Euro) plane, Escada abzustoßen. Ende 2019 wurde es an die US-amerikanische Beteiligungsgesellschaft Regent mit Sitz in Beverly Hills. Ein Kaufpreis wurde nicht genannt. Zum Portfolio des kalifornischen Finanzinvestors unter der Leitung des Rechtsanwalts Michael Reinstein zählen unter anderem Brands4Friends, Mavic und die Sassoon-Friseursalons. Iris Epple-Righi (CEO) kündigte bei Escada im Januar 2020. Torsten Dühring (CFO), seit Ende 2017 im Unternehmen, wechselte im März 2020 zu Polo. Beide Vorstandspositionen wurden bei Escada nicht neu besetzt. Im September 2020 geriet das Unternehmen erneut in die Insolvenz, die im November beendet wurde.

## Kollektionen
aktuelle Kollektionen
- Escada (ehemals: Escada by Margaretha Ley) – Hauptkollektion mit hochpreisiger Damenmode und Accessoires, seit 1978.
- Escada Sport – etwas preiswertere, sportive Zweitlinie für Damen mit Bekleidung und Accessoires, seit 1994.
- Escada Home – Bett- und Tischwäsche sowie Frotteewaren von Escada in Lizenz, seit 2010.
- Escada Fragrance – Damenparfüms, seit 1990. Ursprünglich hergestellt durch die eigene Parfümsparte Escada Beauté, die 2002 an Wella verkauft wurde; ab 2003 in Lizenz durch Procter & Gamble; seit 2016 Coty Inc.
- Escada Eyewear – Brillenkollektion in Lizenz bei De Rigo SpA, seit 1998.
- Escada Watches & Jewelry –  Armbanduhren, Schmuck und Schreibgeräte von Escada in Lizenz bei Swiss Fashion Time aus Möhlin (International Luxury Group), seit 2012.

ehemalige Kollektionen
- Escada White Label – Nebenlinie der Hauptkollektion mit lässiger Damenmode im oberen Preissegment, seit 2012.
- Escada Elements – ehemalige Businessmoden-Linie für Damen, bis 1999.
- Escada Couture – Luxus-Linie für Damen mit Abendmode zu niedrigen Stückzahlen im obersten Preissegment, ab 2002 auch mit Brautmoden, seit den 1980er-Jahren

## Kritik wegen Verwendung von Pelz
Escada wurde wegen der Verwendung von Pelz öffentlicher Kritik ausgesetzt; so startete im Oktober 2007 im Rahmen der „Offensive gegen die Pelzindustrie“ eine Kampagne gegen Escada. Im Oktober 2010 gab Escada bekannt, dass ab Januar 2011 der Handel mit Echthaarpelzen eingestellt werde. 2017 verkauften sie erneut Pelz.